# Saad Al-Sheeb
Saad Al-Sheeb (arabe : سعد الشيب), né le 19 février 1990 à Doha au Qatar, est un joueur de football international qatarien, qui évolue au poste de gardien de but à l'Al-Sadd.

## Biographie

### Carrière en club
Avec le club d'Al Sadd, il remporte la Ligue des champions d'Asie en 2011, en battant l'équipe sud-coréenne du Jeonbuk Hyundai Motors.

### Carrière en sélection
Avec l'équipe du Qatar, il possède 76 sélections depuis 2009.
Il figure dans le groupe des sélectionnés lors des Coupes d'Asie des nations de 2011,2015 et 2019. La sélection qatarienne atteint les quarts de finale de cette compétition en 2011 et remporte la coupe d’Asie des nations 2019.
Le 11 novembre 2022, il est sélectionné par Félix Sánchez Bas pour participer à la Coupe du monde 2022.

## Palmarès
Al Sadd
| - Championnat du Qatar (2) : - Champion : 2006-07 et 2012-13. - Coupe du Qatar (1) : - Vainqueur : 2017 - Finaliste : 2013. |  | - Coupe Crown Prince de Qatar (2) : - Vainqueur : 2008 et 2014. - Finaliste : 2013. - Ligue des champions (1) : - Vainqueur : 2011. |

Équipe nationale :
coupe d’Asie des nations : 2019